# Gourcy
Gourcy là một tổng thuộc  tỉnh Zondoma ở phía tây  Burkina Faso. Thủ phủ là thị xã Gourcy. Dân số năm 2006 là 80.689 người.

## Các thị xã và làng xã
Baszaido, Beuguemdre, Bogo, Bougounam, Danaoua, Doure, Fourma, Kasseba-Mossi, Kasseba-Samo, Kibilo, Koeneba, Kogola, Kolkom, Kontigue, Kontigue-Silmimossi, Kouba, Koudombo, Koundouba, Lago, Leleguere, Lonce, Mako, Minima, Moundian, Niessega, Pouima, Ramba, Rassogoma, Rengueba, Rom, Rombagare, Sologomnore, Tangaye, Tarba, Tomba, Touba, Zankolga và Zindiguesse.